# Emilio Comba

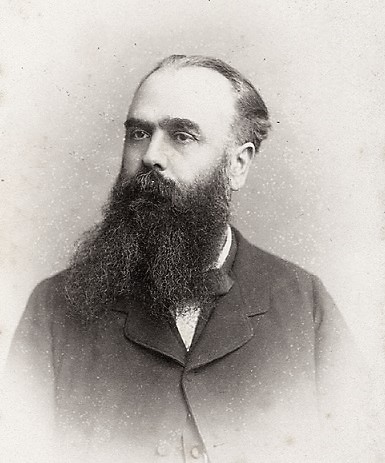
Emilio Comba

Emilio Comba (* 31. August 1839 in San Germano Chisone; † 3. September 1904 in Guttannen) war ein italienischer waldensischer Historiker und Pastor.

## Biografie
Comba, ein Sohn des waldensischen Pfarrers Jean-Pierre Combe, studierte Theologie in Genf und wurde 1863 ordiniert. 1867 wurde er waldensischer Pastor in Venedig und 1872 Professor für Kirchengeschichte und Praktische Theologie an der Waldensischen Theologischen Fakultät (Facoltà Valdese di Teologia) in Florenz. 1873 gründete er die christliche Zeitschrift La rivista cristiana, die er bis 1887 leitete.
Die University of St Andrews zeichnete Comba mit der Ehrendoktorwürde aus.
Sein Sohn Ernesto Comba (1880–1959) war ebenfalls Professor der Facoltà Valdese.

## Publikationen
- Francesco Spiera. Episodio della Riforma religiosa in Italia con aggiunta di documenti originali tratti dall’archivio veneto del S. Ufficio, Roma-Firenze, Claudiana, 1872
- Baldo Lupetino, martire della religione e della libertà. Racconto storico del secolo decimosesto narrato secondo manoscritti inediti della S. Inquisizione, Firenze-Roma, Claudiana, 1875
- Valdo ed i valdesi avanti la Riforma. Cenno storico, Firenze, Arte della Stampa, 1880
- Storia della Riforma in Italia narrata col sussidio di nuovi documenti, Firenze, Arte della Stampa, 1881
- Histoire des Vaudois d’Italie, depuis leurs origines jusqu’à nos jours. Première partie: Avant la Réforme, Parigi-Torino, Loescher, 1887
- Enrico Arnaud, pastore e duce de’ Valdesi (1641–1721). Cenno biografico, Firenze, Claudiana, 1889
- Storia dei Valdesi. Parte I: Da Valdo alla Riforma, Firenze, Claudiana, 1893
- Claudio di Torino, ossia la protesta di un vescovo. Cenno storico, Firenze, Claudiana, 1895
- I nostri protestanti, 2 Bände, Firenze, Claudiana, 1895–1897
- Histoire des Vaudois. Nouvelle édition complète, 2 Bände, Firenze-Parigi-Losanna, Claudiana-Fischbacher-Bridel, 1898–1901